# 于洪街道
于洪街道，是中华人民共和国辽宁省沈阳市于洪区下辖的一个乡镇级行政单位。

## 行政区划
于洪街道下辖以下地区：
李红路社区、机场社区、和泰社区、湖畔社区、迎宾花园社区、丁香社区、红旗社区、姚家社区、李官社区、东民社区、前民村、和平村、沈阳市于洪工业总公司双喜工业公司社区、沈阳市于洪工业总公司郭家工业公司社区、沈阳于洪实业总公司社区、沈阳姚家投资管理股份有限公司社区、沈阳市于洪区红旗土地股份合作经营有限公司生活区、沈阳市丁香实业发展有限公司生活区和北李官村。